# Coro Alpi Cozie
Il Coro Alpi Cozie è un coro maschile italiano fondato a Susa nel 1960.

## Generalità
Il Coro Alpi Cozie nasce nel 1960 (primo concerto a Villar Pellice il 22 maggio) dalla volontà di uomini che si cercano lungo la Valle di Susa per esprimere attraverso il canto il patrimonio culturale e folkloristico della propria terra.
Il gruppo conta più di quaranta elementi (tra cui quattro fondatori) di ogni fascia d'età.
Negli anni si susseguono vari direttori sino all'attuale, Mariano Martina, in carica dall'ottobre 2008, coadiuvato nella direzione da Paolo Bussolotti.
Il Coro ha all'attivo oltre 1800 concerti in varie parti dell'Italia e del mondo.

## Storia

### Anni Sessanta
Dopo i primi concerti nel 1961 il Coro partecipa ai festeggiamenti del primo centenario dell'Unità d'Italia (Torino).
Nel 1964 effettua la prima incisione discografica, Canti di Montagna; di grande prestigio è anche la partecipazione al X Concorso Nazionale dei Canti di Montagna di Lecco.
Nel 1966 la direzione del Coro passa a Don Walter Mori. Segue nel 1968 l'incisione del secondo disco, Me Piemont.

### Anni Settanta
Nel 1971 il Coro organizza la prima Rassegna Corale; da segnalare inoltre la partecipazione alla I festa dell'Etna, in Sicilia.
Negli anni seguenti il Coro rappresenta il Piemonte in due edizioni successive del Festival Nazionale dei Cori in Piazza Navona (Roma). Nel 1973 è ricevuto in udienza da Papa Paolo VI in Vaticano.
Nel 1976 il Coro partecipa al Festival dell'Appennino Reggiano (Toano).

### Anni Ottanta
Nel 1980 il Coro effettua alcuni concerti a Celle (Bassa Sassonia). Nel 1981 partecipa al Festival Internazionale dei Cori di Nancy (Francia), cui prenderà parte altre due volte negli anni seguenti.
In questo decennio si intensifica incredibilmente l'attività internazionale del Coro: nel 1982 vengono effettuate trasferte in Francia (Parigi), Austria (Vienna) e Stati Uniti (New York, Philadelphia), nel 1983 in Germania e Polonia, nel 1985 in Svezia e Paesi Bassi, nel 1986 in Argentina e Uruguay, nel 1987 in Belgio, nel 1988 ancora Stati Uniti (Montana) e Canada, nel 1989 in URSS e Lettonia.
Nel 1985 il Coro è ricevuto in udienza da Papa Giovanni Paolo II.
Nel 1989 il Coro tiene un concerto a Castellania, presso il sacrario del Campionissimo Fausto Coppi.

### Anni Novanta
Ancora moltissime trasferte internazionali: nel 1992 in Canada e Stati Uniti, nel 1993 in Ungheria, nel 1995 in Giappone, nel 1996 in Portogallo, nel 1997 in Brasile.
Vengono intanto effettuate altre tre incisioni, oltre alla pubblicazione di una raccolta di canti di montagna (Canti Nostri), curata dal direttore don Walter Mori e dall'avvocato Mauro Carena.

### Anni Duemila
Nel 2000, in occasione dei 40 anni il Coro effettua nuovamente una trasferta negli Stati Uniti (New York), mentre nel 2002 torna in Brasile.
Nel 2001 il Coro canta a Hautecombe in occasione delle esequie della Regina Maria José di Savoia.
Nel 2004 effettua una tournée in Bosnia-Erzegovina.
Nel 2006 è da registrare la partecipazione al Festival Internazionale Corale della Provenza (Francia).
Alla fine del 2008 la direzione del Coro viene affidata a Mariano Martina.

### Anni Duemiladieci
Il coro nel 2010 festeggia i 50 anni ospitando moltissimi gruppi da ogni parte d'Italia: tra cui il Coro Tre Pini di Padova del maestro Gianni Malatesta, il gruppo L'Una e Cinque di Torino, il Torino Vocalensemble di Torino. Viene inoltre inciso il nuovo CD, Me Ideal.
Nel 2011 il coro partecipa al Festival Internazionale Corale dell'Aveyron (Francia), oltre a farsi promotore, in occasione dei 150 Anni dell'Unità d'Italia, di una Rassegna Internazionale con ospiti dalla Polonia e da diverse parti d'Italia.
Nel 2012 il Coro effettua una trasferta in Bulgaria per partecipare al Varna Summer Festival.
Nello stesso anno viene presentato l'arrangiamento corale dell'Inno di Susa, con il testo del poeta segusino Norberto Rosa.

## Rassegna
Dal 1971, con cadenza biennale, il coro Alpi Cozie organizza una rassegna internazionale con gli scopi di diffondere la conoscenza delle culture musicali corali e popolari del mondo, favorire lo scambio musicale tra i partecipanti alla rassegna, coinvolgere il maggior numero possibile di pubblico, valorizzare la coralità giovanile internazionale, promuovere il territorio della Valle di Susa.

## Direttori del coro
- Padre Tarcisio Raimondo (1960-1964)
- Giovanni Uvire (1964-1966)
- Don Walter Mori (1966-2008)
- Mariano Martina (2008-)